# Osyris alba
Pour les articles homonymes, voir Rouvet.
Espèce
Synonymes
- Osyris mediterranea Bubani, 1897[1],[2]

Osyris alba, le Rouvet blanc ou Osyris blanc, est une espèce de plante à fleurs méditerranéenne de la famille des Santalaceae.

## Description
Osyris alba est un sous-arbrisseau, vivace, très rameux, de 40 cm à 1,5 m de haut.
Les feuilles sont alternes, coriaces, linéaires-lancéolées, aiguës, entières, uninervées. Elles sont portées par des tiges vertes, à rameaux dressés et anguleux.
La floraison a lieu de mai à juillet. Les fleurs jaunes, parfumées, sont en trois parties, le périanthe à trois lobes triangulaires, trois étamines, un style. C'est une plante dioïque avec des fleurs mâles en petits bouquets, nombreuses et des fleurs femelles solitaires, portées par des pieds différents.
Le fruit est une drupe peu charnue, grosse et globuleuse comme un pois, à la fin rouge. La fructification se fait en août-septembre.

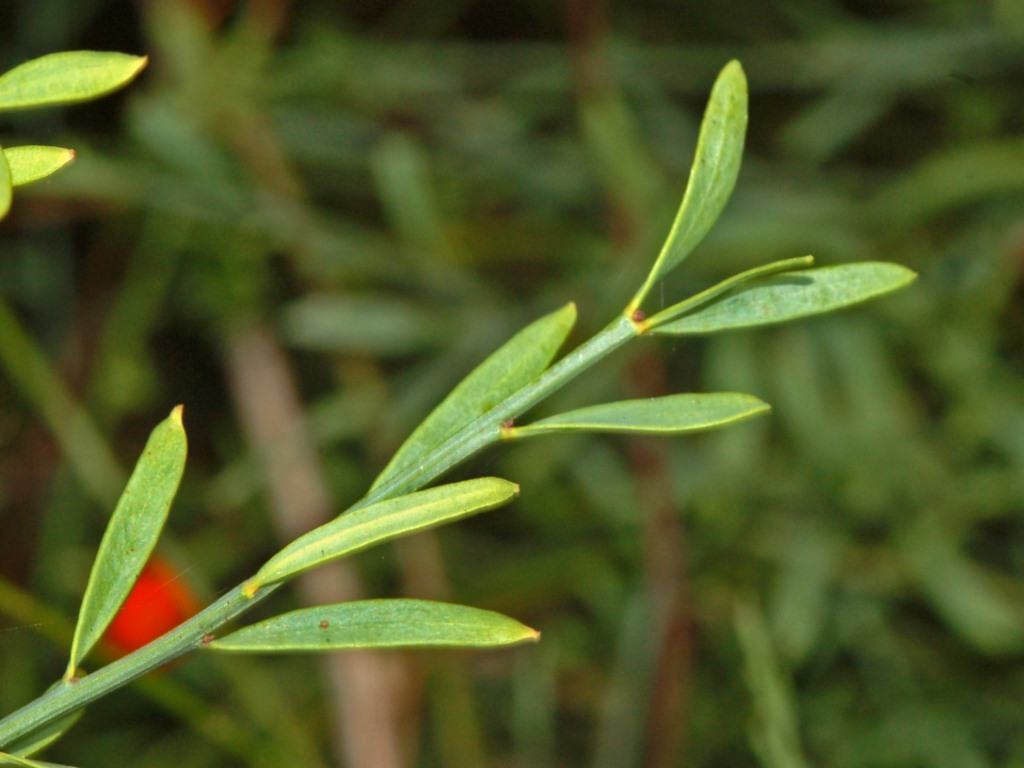
Feuilles.
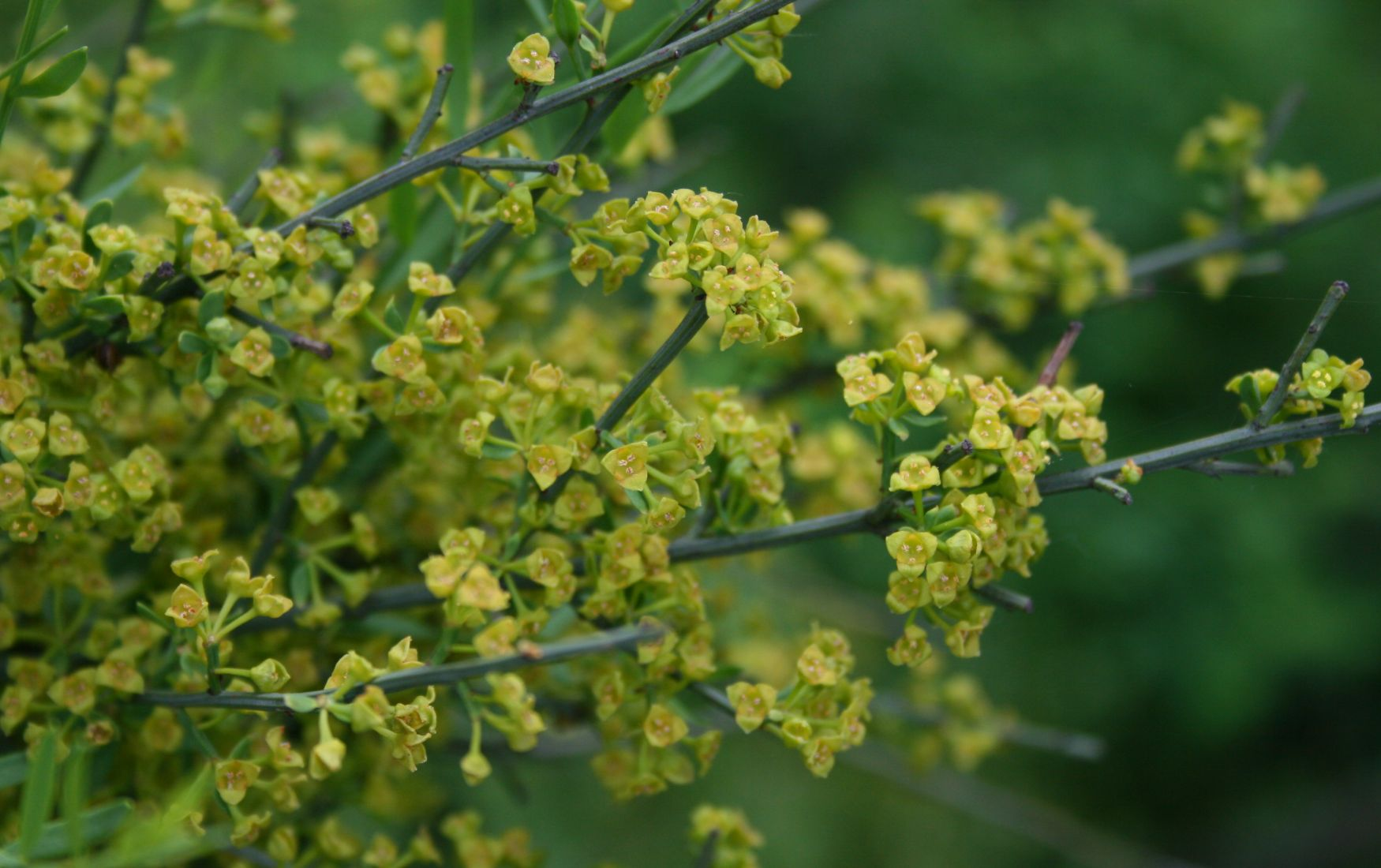
Rameaux de bouquets de fleurs mâles.
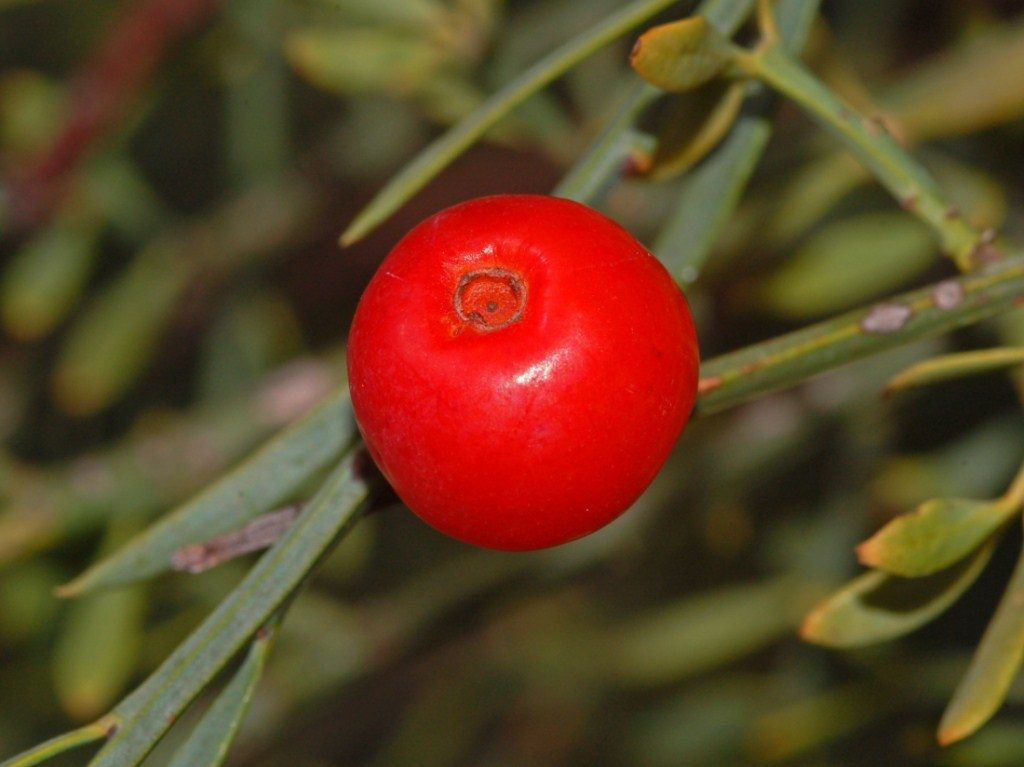
Fruit.

## Écologie

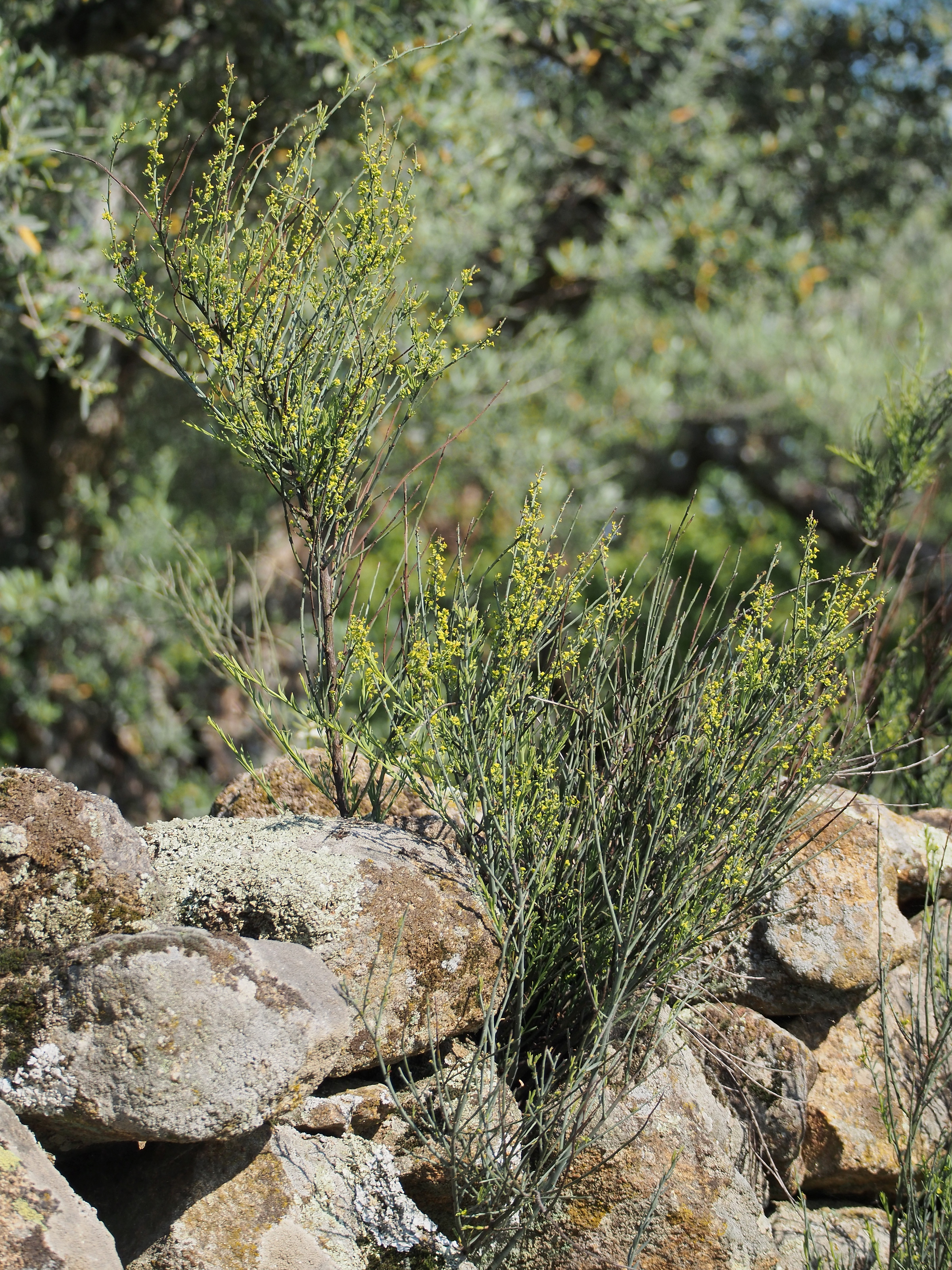
Osyris blanc croissant dans la rocaille.

Osyris alba croit dans les terrains broussailleux secs, les lieux arides.
Osyris alba est présent dans tout le bassin méditerranéen. On l'observe dans le Midi, le Sud-Ouest, l'Ain, l'Aveyron, sur les côtes de la Charente-Maritime et en Corse.